# Энвиль-о-Жар
Энви́ль-о-Жар (фр. Einville-au-Jard) — коммуна во французском департаменте Мёрт и Мозель региона Лотарингия. Относится к  кантону Люневиль-Нор.	

## География
Энвиль-о-Жар расположен в 23 км к юго-востоку от Нанси. Соседние коммуны: Вале на севере, Бозмон на северо-востоке, Равиль-сюр-Санон, Бьянвиль-ла-Петит и Бонвиллер на юге, Мекс на западе.

## История
- Энвиль был 5-й станцией на древнеримской дороге Лион — Майнц. На территории старого парка замка Энвиля находятся следы галло-романского периода.
- Леса Энвиля принадлежали капитану Люневиля.
- Коммуна сильно пострадала во время Первой мировой войны (1914-1918).

## Демография
Население коммуны на 2010 год составляло 1238 человек.
| 1962 | 1968 | 1975 | 1982 | 1990 | 1999 | 2010 |
| ---- | ---- | ---- | ---- | ---- | ---- | ---- |
| 1255 | 1165 | 1154 | 1218 | 1216 | 1261 | 1238 |

## Уроженцы
- Франсуа-Дезире Матьё (фр. François-Désiré Mathieu, 1839—1908) — французский епископ, кардинал и историк.